# Rachid Benhaissan
Rachid Benhassain (en arabe : رشيد بن حسين) est un acteur marocain de cinéma. Ancien élève du lycée Descartes de Rabat, il a figuré comme acteur sous la direction de Laïla Marrakchi.

## Filmographie
- 2006 Marock, dans le rôle de Driss
- 2006 Les Petits Hommes vieux